# Pientken (Kreis Osterode, Ostpreußen)
Pientken ist der Name eines untergegangenen Ortes in der polnischen Woiwodschaft Ermland-Masuren. Die Ortsstelle liegt im Gebiet der Gmina Lubawa (Landgemeinde Löbau in Westpreußen) im Powiat Iławski (Kreis Deutsch Eylau).
Die Ortsstelle von Pientken liegt im Süden des Landschaftsschutzpark Kernsdorfer Höhen (polnisch Park Krajobrazowy Wzgórz Dylewskich) im südlichen Westen der Woiwodschaft Ermland-Masuren, jeweils 20 Kilometer südlich der einstigen Kreisstadt Osterode in Ostpreußen (polnisch Ostróda) bzw. südöstlich der heutigen Kreismetropole Iława (deutsch Deutsch Eylau).
Über die Geschichte des Ortes Pientken gibt es nur wenige Belege. Im Jahre 1874 wurde die Landgemeinde Pientken in den Amtsbezirk Klein Nappern (polnisch Czerlin) im Kreis Osterode in Ostpreußen eingegliedert. eingegliedert. Nach einer Zeit der Eigenständigkeit kam das Dorf wohl um die Wende 19./20. Jahrhundert zur Landgemeinde Klein Lobenstein (polnisch Lubstynek), bevor diese gemäß dem Versailler Vertrag 1920 an Polen überstellt wurde. Eine polnische Namensform ist allerdings nicht bekannt. In dieser Zeit verliert sich die Spur des Dorfes, das im unmittelbaren Grenzbereich zwischen dem Deutschen Reich und Polen (Polnischer Korridor) lag.
An der Ortsstelle von Pientken stehen heutige mehrere Gebäude, deren Lage darauf schließen lässt, dass der einstige Ort in der heutigen Ortschaft Lubstynek aufgegangen ist. Diese ist heute Teil der Landgemeinde Lubawa (Löbau i. Westpr.) im Powiat Iławski (Kreis Deutsch Eylau).
Die kirchliche Zugehörigkeit Pientkens dürfte mit der des Dorfes Klein Lobenstein (Lubstynek) identisch gewesen sein.
Von Wygoda (Ruhwalde) verläuft heute ein Landweg nach Lubstynek, der an der Ortsstelle von Pientken vorbeiführt.